# Piedra Salmedina
La Piedra Salmedina es un arrecife situado frente a Chipiona, Cádiz, España, próximo a la desembocadura del río Guadalquivir en el océano Atlántico. Este arrecife queda cubierto con la pleamar, siendo un peligro para el tráfico marítimo que discurre por la zona. Según la tradición todavía en época romana formaba parte de la tierra firme y en él se supone se levantaba un antiguo faro.
Actualmente se encuentra señalizado por la Baliza de Salmedina, una señal marítima con aspecto de faro, cardinal oeste (9 destellos cada 15 segundos). De día se reconoce por sus bandas de color amarillo/negro/amarillo. Se encuentra situada en el extremo norte. La navegación en sentido Rota hacia Chipiona puede dirigirse hacia el Guadalquivir o hacia el Puerto de Chipiona una vez superada la baliza. La Piedra de Salmedina está a unos 7 kilómetros de la punta del Perro y allí había un pueblo romano levantado junto con el faro de humo, pero años después ascendió el nivel del mar y quedó solo la cubierta donde viven muchos corales.

## Hallazgos arqueológicos
De entre la numerosa cantidad de hallazgos arqueológicos encontrados por submarinistas, destacan tres tumbas de mármol blanco pertenecientes a la nobleza romana encontradas en la cola de la erizada de la piedra. Actualmente se encuentran en propiedad de particulares que prometieron entregarlas al municipio una vez sea construido en Chipiona un museo acorde a la gran cantidad de restos romanos de la antigua ciudad.
Por su localización a la entrada del río Guadalquivir, se vislumbra que los orígenes del templo romano al que pertenecen las tumbas fueran fenicios dadas sus costumbres a los oráculos y sacrificios, donde intentaban vislumbrar su suerte en la navegación, probablemente fue un punto de parada en los viajes hacia el interior por el Guadalquivir.

## Pecios
Por su singular localización esta piedra ha sido una gran trampa para todo tipo de navíos, entre los que se incluirían gran cantidad de galeones dado el elevado número de cañones que se encuentran en los fondos de su alrededor, teniendo constancia de al menos 37 grandes piezas y otras 18 más pequeñas, que junto con los 5 cañones de gran tamaño repartidos entre la piedra del perro y la laja del banquete hacen de esta parte de la costa un lugar ideal para la búsqueda de restos de pecios, cosa que quedó más que constatada por los grandes hallazgos que por desgracia no fueron vigilados, al rearenar la playa de regla por parte del ayuntamiento con la construcción de un espigón y la traída de arena de los fondos.
En los Archivos de Indias de Sevilla se encuentra un interesante documento del naufragio de la nave llamada Santa Ana que se hundió aquí alrededor del 15 de junio de 1581. En dicho documento hay un descriptivo de los testigos que se salvaron del naufragio.